# Swift Current Airport
Swift Current Airport är en flygplats i Kanada. Den ligger i den södra delen av landet, 2 400 km väster om huvudstaden Ottawa. Swift Current Airport ligger 816 meter över havet.
Terrängen runt Swift Current Airport är huvudsakligen platt. Swift Current Airport ligger uppe på en höjd. Närmaste större samhälle är Swift Current, 7,9 km väster om Swift Current Airport.
Trakten runt Swift Current Airport består till största delen av jordbruksmark. Trakten runt Swift Current Airport är nära nog obefolkad, med mindre än två invånare per kvadratkilometer.